# Bardi
Bardi là một đô thị ở tỉnh Parma ở vùng Emilia-Romagna của Italia, tọa lạc cách khoảng 130 km về phía tây của Bologna và khoảng 50 km về phía tây nam của Parma. Ở đây có các nhà thờ cổ và lâu đài cổ như lâu đài Bardi.

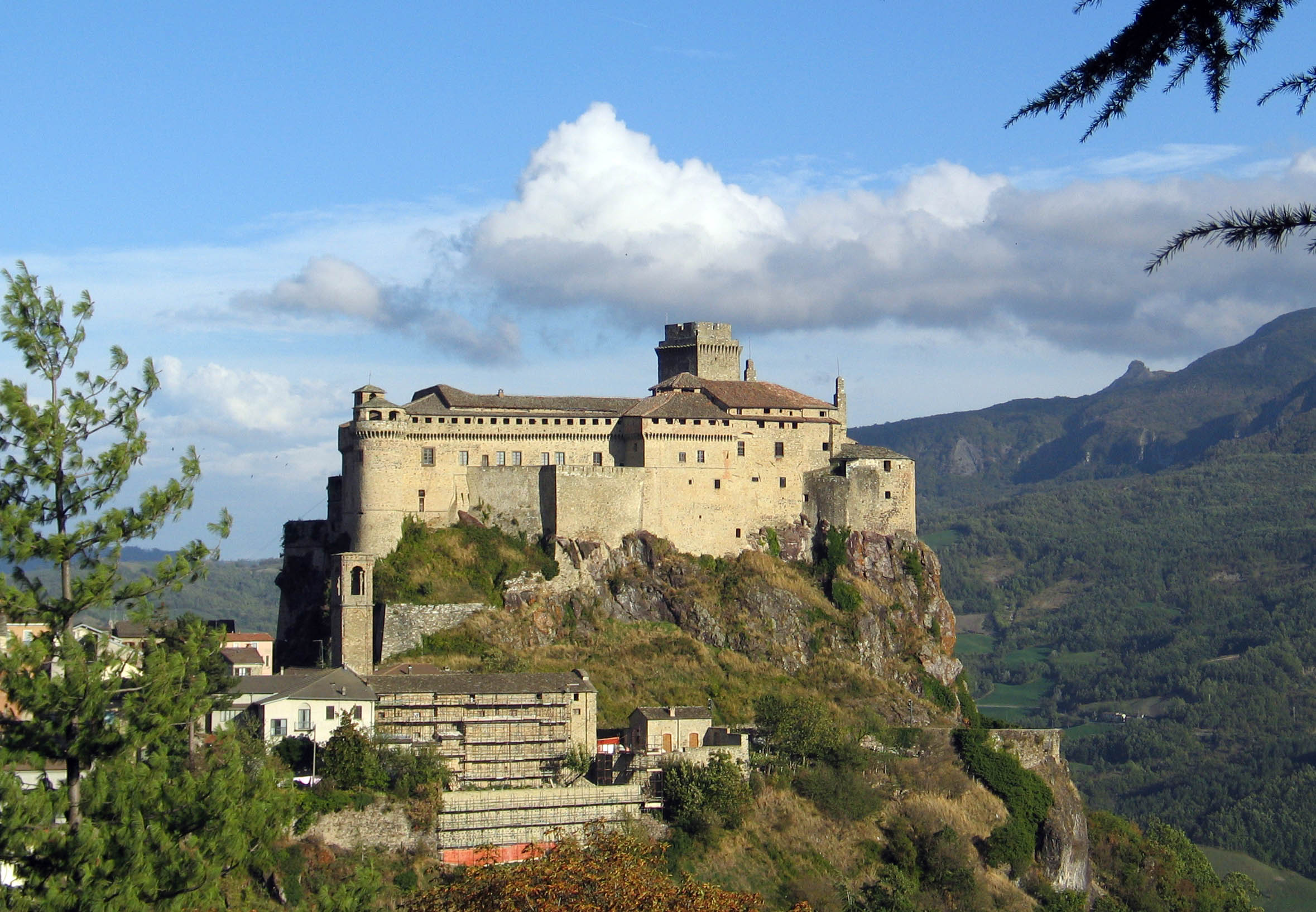
Lâu đài Bardi.

Bardi tiếp giáp các đô thị sau: Bedonia, Bore, Borgo Val di Taro, Compiano, Farini, Ferriere, Morfasso, Valmozzola, Varsi.